# 自画像 (プッサン、1649年)
『自画像』（じがぞう、独: Selbsbildnis、英: Self-portrait）は、17世紀フランスの巨匠ニコラ・プッサンが1649年にキャンバス上に油彩で制作した絵画である。ポール・フレアール・ド・シャントルーの委嘱により描かれ、プッサンの庇護者であり、パリ在住の富裕な絹業者であったジャン・ポワンテル (Jean Pointel) に捧げられた。翌年、パリに送付され、1660年のポワンテルの財産目録に明記されている。画面上部は、後に2、3センチほど切断されている。作品は、1821年エドワード・ソリーのコレクションとともにプロイセン王フリードリヒ・ヴィルヘルム3世がプロシア国家のために購入し、現在はベルリン絵画館に所蔵されている。

## 作品

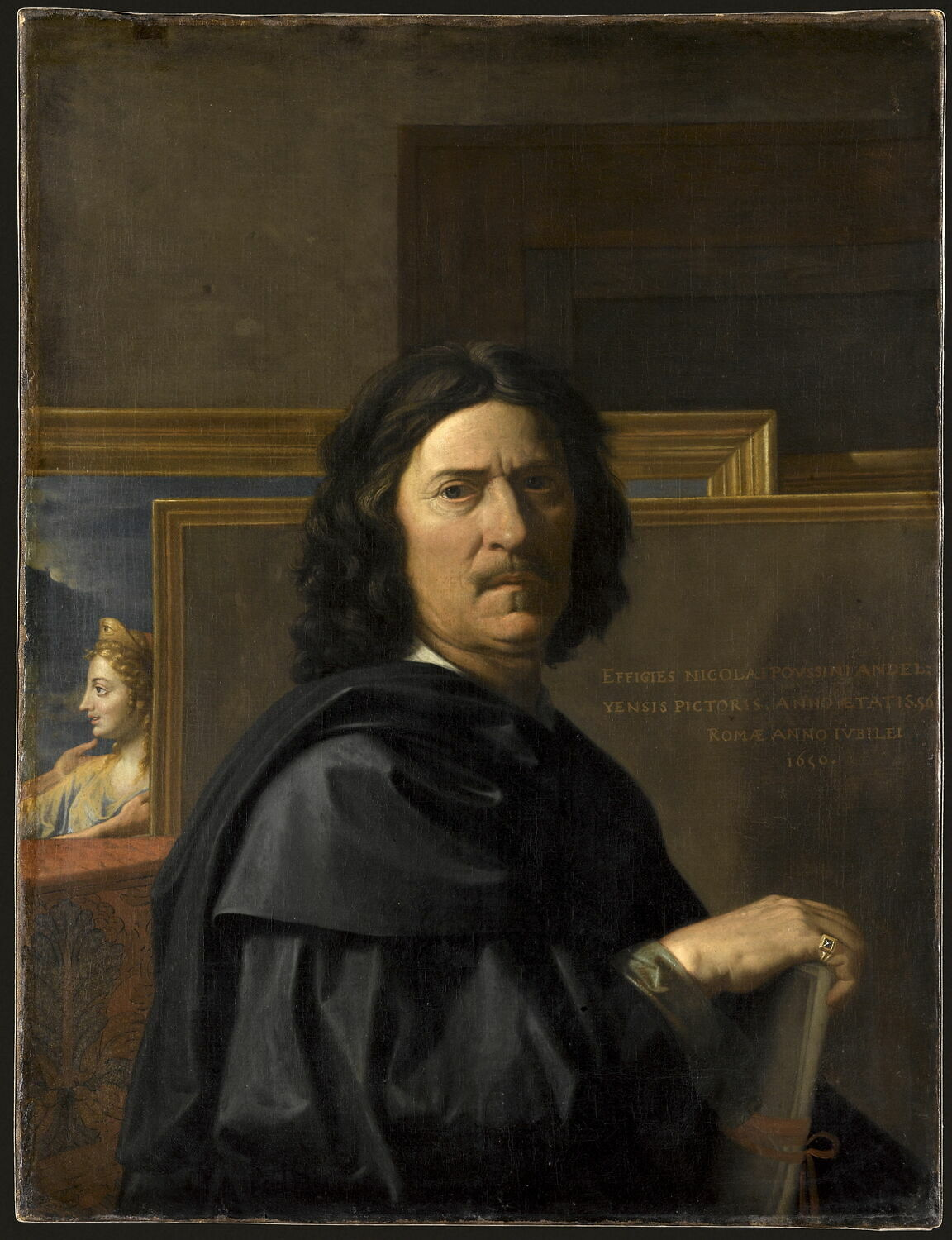
ニコラ・プッサン『自画像』 (1650年)、ルーヴル美術館、 パリ

背景のだまし絵のレリーフには、月桂樹の花輪を担っているプットたちが鑑賞者に背を向けて描きこまれている。彼らは、「夜」、「死」 (タナトス)、「眠り」 (ヒュプノス) を表す寓意像として解釈でき、メランコリーな構図は墓碑銘を想起させる。
プットたちの間には、薄い石板のような部分が認められる。その上部には、ラテン語で「Nicolaus Poussinus Andelyensis Academicus Romanus Primus Pictor Ordinarius Ludovici Iusti Regis Galliæ. Anno Domini 1649. Roma. Ætatis Suæ. 55」 (ニコラ・プッサン、レザンドリ出身。ローマ・アカデミー会員。フランス王ルイ正義王付き主席画家。神の1659年に。55歳の年齢で」と記されているが、この銘文は後に本作がエングレービングに記録される前に (1660年までに) 記入されたものである。
プッサンは左手で『光と色彩』 (De Lumine et Colore)  (1649-1660年の間に、プッサンの工房以外の手で書き加えられた題名) と背表紙に描きこまれた1冊の書物を持ち、左には絵筆を握っている。おそらく鏡に映る自身の姿を見て描いたために、こうした結果が生じたものと思われる。長髪、鷲鼻、口髭に特徴があり、見開いた目と口元が印象的である。画家というより、学者風の相貌にプッサンの本質が垣間見える。
古典主義の画家であったプッサンは肖像画に距離を置いていたが、この作品の制作は友人であったポワンテルのためであった。画家は本作に満足しておらず、翌年、別の『自画像』 (ルーヴル美術館、パリ) をシャントルーのために制作した。